# Ljushults landskommun
Ljushults landskommun var en tidigare kommun i dåvarande Älvsborgs län.

## Administrativ historik
Den inrättades i Ljushults socken i Kinds härad i Västergötland när 1862 års kommunalförordningar trädde i kraft.
Vid Kommunreformen 1952 uppgick kommunen i Lysjö landskommun. När denna upplöstes 1971 överfördes detta område till Dalsjöfors kommun som upplöstes 1974 då denna del uppgick i Borås kommun.

## Politik

### Mandatfördelning i Ljushults landskommun 1938-1946
| 4 | 1 | 6 | 1 | 6 |

| 18 |

| 7 | 5 | 1 | 5 |

| 17 |

| 6 | 6 | 1 | 5 |

| 18 |